# Onze-Lieve-Vrouwekapel (Vollezele)

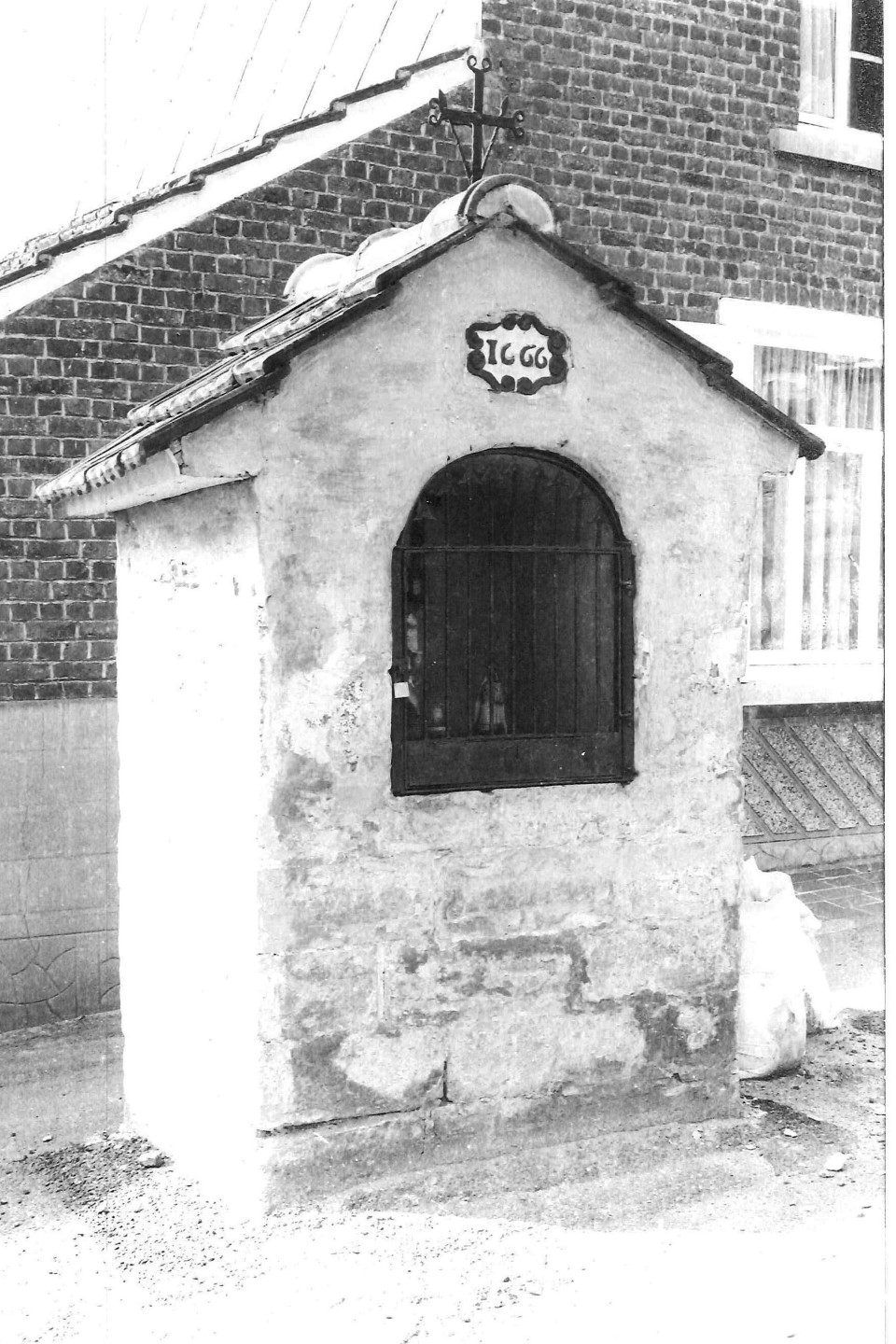
Mariakapel Hulstraat (1973)

De Onze-Lieve-Vrouwekapel in de Hulstraat (Vollezele) dateert van het jaar 1666. Het is het oudste kapelletje in Galmaarden en staat onder de inwoners vooral gekend als de 'Mariakapel op den Hul'. Het is een gemetselde kluiskapel op een zandstenen sokkel.
De kapel werd hersteld rond 1986, nadat een vrachtwagen het dak had geraakt bij het manoeuvreren. Het dak werd hersteld met dakpannen van het huis er achter, dat toen in afbraak was. Voor 1986 was de kapel wit gekalkt; na de herstelling bleef de zandsteen en het metselwerk zichtbaar. 
Rond 1990 werden de originele beeldjes uit de kapel gestolen, samen met een sierpijl bovenaan. 
De kapel werd gebouwd door Marten Thienpont en zijn echtgenote Marie Drieschaert. De familie Thienpont was een heel voorname familie in Vollezele, waarvan reeds in 1450 melding wordt gemaakt. De familie pachtte gedurende meer dan 100 jaar het hof te Reynsbergh dat eigendom was van de Abdij van Vorst. Marten Thienpont was Meier van de gemeente. 
Het onderhoud van de kapel gebeurde jarenlang door Louisa Vanderplasschen en werd na haar overlijden verdergezet door haar nicht. 

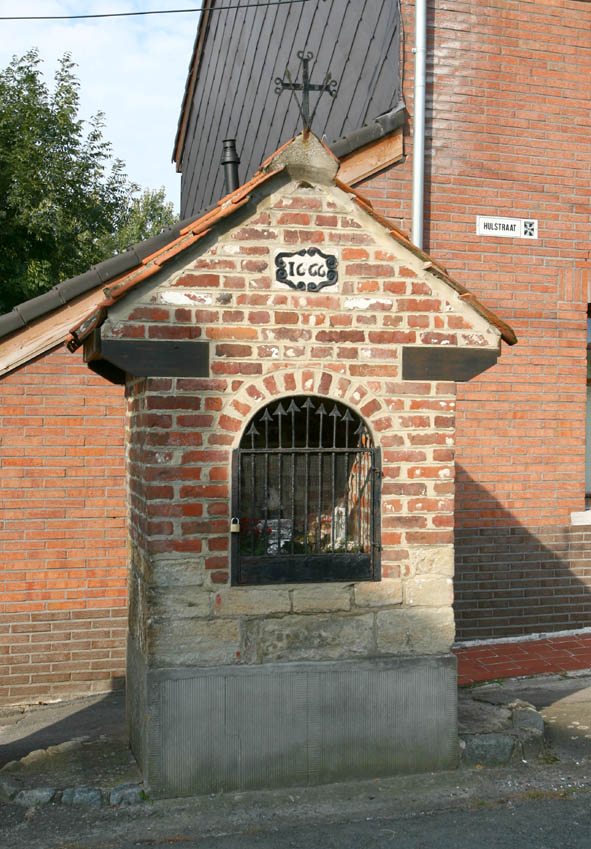
Mariakapel Hulstraat (2006)

## Waardevol erfgoed
De kapel werd in 2009 vastgesteld als waardevol onroerend erfgoed door Agentschap Onroerend Erfgoed. 